# Crocuta crocuta spelaea
Crocuta crocuta spelaea або печерна гієна — викопний вид або підвид гієни, відомий з Євразії, який поширювався від Західної Європи до Східної Азії та Сибіру в епоху плейстоцену. Її зображували на багатьох наскельних малюнках останнього льодовикового періоду. Печерна гієна була вищим хижаком, що полював на великих ссавців (переважно крупних копитних). У свій час вона спричинила скупчення сотень кісток великих плейстоценових ссавців у горизонтальних печерах, карстових вирвах, грязьових ямах та мулистих ділянках вздовж річок. 
Вона часто розглядається як підвид або популяція африканської плямистої гієни (Crocuta crocuta), з якою вони тісно пов'язані та значною мірою схожі, але генетичні дані ядерного геному свідчать про те, що євразійські популяції Crocuta (включаючи західноєвразійську Crocuta crocuta spelaea та азійську Crocuta crocuta ultima) генетично суттєво відрізняються від африканських (за оцінками, вони відокремилися понад 1 мільйон років тому). Існують дані, які вказують на те, що між євразійськими печерними гієнами та африканськими плямистими гієнами відбувалося лише обмежене схрещування. Деякі автори припускають, що ці два підвиди слід підняти до рівня виду як Crocuta spelaea і Crocuta ultima. 
Печерні гієни співіснували в Європі з неандертальцями та сучасними людьми. Докази свідчать, що вони принаймні іноді поїдали рештки неандертальців та фігурували у наскельному мистецтві. 
Причина вимирання печерних гієн до кінця не з'ясована, проте це могло бути пов'язано з комбінацією факторів, включаючи людську діяльність, скорочення популяцій їхньої здобичі та зміну клімату.

## Систематичне положення

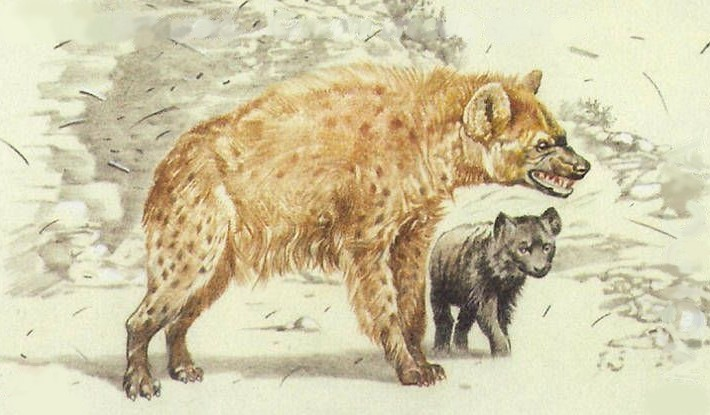
Печерна гієна з цуценям, молдовська поштова марка

Рештки печерної гієни часто знаходять в європейських печерах. У сучасному уявленні печерна гієна є підвидом плямистої гієни названим Crocuta crocuta spelaea. Вперше статус окремого виду для неї запропонували Еренберг (Ehrenberg) тощо (1938), через деяких відмінностей в морфології з плямистою гієною. У недавні часи деякі автори (Markova тощо, 1995; Baryshnikov, 1999) пропонували повернути печерній гієні статус окремого виду, але генетичний аналіз, зроблений Хофрайтером (Hofreiter) тощо (2004), не виявив відмінності в ДНК між цими видами.
Печерні гієни географічно були широко поширені, але морфологічні відмінності між ними невеликі, тому всі євразійські підвиди відносяться до Crocuta crocuta spelaea. Рештки з Африки описані як голотип форми сучасних гієн. Дуже маленька гієна відома з післяльодовикової Палестини.

## Зовнішній вигляд
Розміри печерних гієн варіювалися залежно від навколишнього середовища, причому популяції, що мешкали в холодному кліматі, мали більші розміри тіла, ніж ті, що мешкали в більш помірному кліматі, що є прикладом правила Бергмана. Згідно з дослідженням 2017 року, в середньому печерні гієни важили приблизно 88 кілограмів, приблизно на 60 % більше, ніж сучасні плямисті гієни. Ці тварини були нічними хижаками, жили в печерах і вирощували там же дитинчат.
Зубна формула печерної гієни така ж як у плямистої {\displaystyle I{3 \over 3}C{1 \over 1}P{4 \over 4}M{0 \over 1}}. Головна відмінність між ними в довжині кісток задніх і передніх кінцівок Різниця в пропорціях кінцівок вказує на кращу пристосованість до бігу, ніж у сучасних плямистих гієн з Африки. Наскельні малюнки свідчать про те, що печерні гієни були зовнішньо схожі на сучасних плямистих гієн.

## Спосіб життя

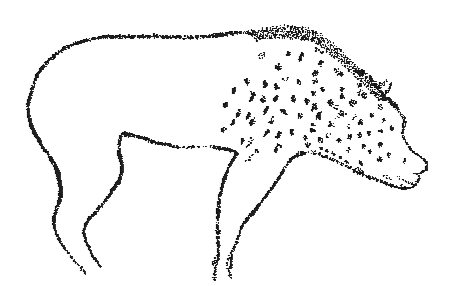
Відтворення 20 000-річного малюнка плямистої гієни з печери Шове, Франція

Їхні рештки широко поширені в печерах, де вони ймовірно і мешкали. Невідомо, чи був у них виражений статевий диморфізм, як у плямистих гієн. Також невідомо, чи жили печерні гієни великими групами або самотньо, хоча в їх плейстоценовому природному середовищі великі групи малоймовірні.

## Харчування
Знайдені в печерах, де проживали гієни, залишки їжі дозволяють описати їх раціон: олені, кабани, коні, зубри. Зрідка трапляються останки людей: неандертальців і кроманьйонців. Серед печерних гієн відомі й випадки канібалізму. Вони також харчувалися падлом при першій-ліпшій можливості.